# Jumeauville
Jumeauville és un municipi francès, situat al departament d'Yvelines i a la regió de Illa de França. L'any 2007 tenia 584 habitants.
Forma part del cantó de Bonnières-sur-Seine, del districte de Mantes-la-Jolie i de la Comunitat urbana Grand Paris Seine et Oise.

## Demografia

### Població
El 2007 la població de fet de Jumeauville era de 584 persones. Hi havia 208 famílies, de les quals 36 eren unipersonals (16 homes vivint sols i 20 dones vivint soles), 76 parelles sense fills, 92 parelles amb fills i 4 famílies monoparentals amb fills.
La població ha evolucionat segons el següent gràfic:
Habitants censats

### Habitatges
El 2007 hi havia 261 habitatges, 218 eren l'habitatge principal de la família, 18 eren segones residències i 25 estaven desocupats. 244 eren cases i 16 eren apartaments. Dels 218 habitatges principals, 181 estaven ocupats pels seus propietaris, 29 estaven llogats i ocupats pels llogaters i 8 estaven cedits a títol gratuït; 10 tenien dues cambres, 28 en tenien tres, 48 en tenien quatre i 133 en tenien cinc o més. 173 habitatges disposaven pel capbaix d'una plaça de pàrquing. A 89 habitatges hi havia un automòbil i a 119 n'hi havia dos o més.

### Piràmide de població
La piràmide de població per edats i sexe el 2009 era:
| Homes | Edats   | Dones |
| ----- | ------- | ----- |
| 0     | 95 o +  | 0     |
| 0     | 90 a 94 | 0     |
| 8     | 85 a 89 | 0     |
| 0     | 80 a 84 | 0     |
| 4     | 75 a 79 | 8     |
| 8     | 70 a 74 | 20    |
| 8     | 65 a 69 | 12    |
| 16    | 60 a 64 | 8     |
| 16    | 55 a 59 | 28    |
| 36    | 50 a 54 | 28    |
| 12    | 45 a 49 | 12    |
| 28    | 40 a 44 | 20    |
| 12    | 35 a 39 | 28    |
| 16    | 30 a 34 | 12    |
| 24    | 25 a 29 | 24    |
| 24    | 20 a 24 | 8     |
| 12    | 15 a 19 | 20    |
| 24    | 10 a 14 | 12    |
| 12    | 5 a 9   | 12    |
| 12    | 0 a 4   | 16    |

## Economia
El 2007 la població en edat de treballar era de 390 persones, 289 eren actives i 101 eren inactives. De les 289 persones actives 275 estaven ocupades (143 homes i 132 dones) i 14 estaven aturades (4 homes i 10 dones). De les 101 persones inactives 34 estaven jubilades, 39 estaven estudiant i 28 estaven classificades com a «altres inactius».

### Ingressos
El 2009 a Jumeauville hi havia 220 unitats fiscals que integraven 560 persones, la mediana anual d'ingressos fiscals per persona era de 25.914 €.

### Activitats econòmiques
Dels 18 establiments que hi havia el 2007, 6 eren d'empreses de construcció, 2 d'empreses de comerç i reparació d'automòbils, 2 d'empreses d'hostatgeria i restauració, 1 d'una empresa financera, 4 d'empreses de serveis, 2 d'entitats de l'administració pública i 1 d'una empresa classificada com a «altres activitats de serveis».
Dels 7 establiments de servei als particulars que hi havia el 2009, 2 eren paletes, 1 guixaire pintor, 1 fusteria, 2 lampisteries i 1 restaurant.
L'any 2000 a Jumeauville hi havia 10 explotacions agrícoles.

## Equipaments sanitaris i escolars
El 2009 hi havia una escola elemental.

## Poblacions properes
El següent diagrama mostra les poblacions més properes.